# Клавиатурна подредба по БДС
Клавиатурната подредба по БДС 5237:1978 е основната българска подредба за писане на кирилица.
Подредбата по БДС се използва най-напред при пишещите машини. При нея няма връзка между символите на кирилица и тези в подредбата QWERTY. Например, при подредбата БДС буквата „О“ отговаря на буквата „F“ на QWERTY подредбата, докато под фонетичната клавиатура съответната буква на кирилица е „Ф“. 
Подредбата „БДС“ е оптимизирана за писане на български език, като най-често използваните букви – О, Н, Т и А – са поставени така, че да се печатат с по-силните пръсти – показалец и среден. Подредбата е от тип, при който гласните и полугласните са поставени от едната страна на клавиатурата, а повечето съгласни – от другата (с цел двете ръце да се редуват възможно най-често). Българските машинописци редовно печелят международни състезания по машинопис, (Космос, 1964 г.) печатайки със скорост от над 1000 знака в минута, което е съизмеримо със скоростта на говорене.

## История на създаването
Тъй като при внос на пишещи машини от чужбина в началото на 20 век те са идвали със своя уникална подредба на буквите от кирилицата, е било трудно да се ползват различни пишещи машини от един и същи потребител. През октомври 1907 г. началникът на стенографското бюро на Народното събрание Теодор Гълъбов възлага на подчинените си да направят изследвания за честотата на звуците в българския език, като проследят употребата им в 10 000 думи от всички области на живота . На 30 декември 1907* г. втората национална конференция на машинописците приема „Обща българска знакова мрежа на българските пишещи машини“.
През 1913 г. в гимназиите започва обучение по писане с десетопръстната система по новата клавиатурна подредба.
Съставянето на подредбата на машинописната клавиатура е съобразено със зависимостите между честотата на срещане на всяка буква в българския език, както и с тези между гласни и съгласни, и анатомията на ръката. С тези въпроси в България се е занимала комисия от машинописци стенографи при Народното събрание през 1907-1908 година. Въз основа на резултатите от това изследване е била разработена клавиатурата за десетопръстно писане на кирилица. (Това обяснява наличието на разлики при клавиатурите за руски, украински и другите ползващи кирилицата езици.)

### Русификация на българската клавиатурна подредба
При създаването на подредбата е отчетена нуждата от присъствието на знаците „І“ и „V“ - за изписване на римски цифри. След преврата на 9 септември 1944 година и проведената по-късно правописна реформа на българския език от 1945 година  са премахнати от употреба буквите „Ѫ“ и „Ѣ“. Така българската клавиатурна машинописна подребна претърпява известни промени. На мястото на премахнатата буква „Ѣ“ е сложена руската буква „Э“, а на мястото на „Ѫ“ е сложена руската буква „Ы“. Така в българската машинописна клавиатура са добавени букви от руската азбука, което прави възможно българските пишещи машини да възпроизвеждат безпроблемно текст и на руски език. По-късно клавиатурната подредба претърпява още една малка промяна. На мястото на  „Ы“ е преместена буквата „Ф“, а на нейно място са сместени препинателният знак запетайка и малката форма на „Ы“. През 1978 година тази подредба е стандартизирана като Клавиатурна подредба по БДС 5237:1978. През 2006 година тя е ревизирана, но руските букви в българската клавиатура не са премахнати.

## Проект за стандарт прБДС 5237:2006
Проектът за национален стандарт прБДС 5237:2006 „Клавиатурни подредби на устройства за писане на български език“ съдържа подредби за
- клавиатури на електронни устройства с 48 буквено-цифрови клавиша, с две системи за подреждане – „Азбучна“ (познатата „БДС“) и „Фонетична“;
- клавиатури на електронни устройства с 12 буквено-цифрови клавиша, също с две системи за подреждане – „Азбучна“ и „Фонетична“;
- клавиатури с 46 буквено-цифрови клавиша за пишещи и други офис машини – само „БДС“.

През 2006 г. Димитър Скордев, от Факултета по математика и информатика, Софийски университет, и Димитър Добрев, от Института по математика и информатика, Българска академия на науките, предлагат проект за нова фонетична клавиатурна подредба, базирана на широко ползваната дотогава такава, но с някои промени. Подредбата е описана в прБДС 5237:2006, стандартът е приет от Технически комитет 80 на Българския институт за стандартизация (БИС) в края на 2006 г., и е включен в стандартните опции на операционната система Windows Vista. Още тогава ръководството на БИС забелязва нередности при приемането на проекта и не утвърждава стандарта.

## Разлика в „БДС“-подредбата между стандарта от 1978 г. и проекта от 2006 г.
| QWERTY              | 1978  | 2006  |
| ------------------- | ----- | ----- |
| бутон / Shift+бутон |       |       |
| ~ / `               | ~ / ` | ( / ) |
| - / _               | - / І | - / $ |
| = / +               | . / V | . / € |
| \ / \|              | ( / ) | „ / “ |
| a / A               | ь / Ь | ь / ѝ |

## Източнищи
1. ↑  Сп. „Космос“, 1964 г., бр. 1, стр. 45 – първо място за Антон Макариев
2. ↑   BG клавиатурата най-бърза в света, архив на оригинала от 23 октомври 2014, https://web.archive.org/web/20141023124516/http://paper.standartnews.com/bg/article.php?article=214799, посетен на 18 октомври 2014